# Матноџмет
Древна египатска племкиња Матноџмет била је друга супруга Хоремхеба, последњег владара Осамнаесте династије. Име Матноџмет се преводи као Богиња Мут је слатка или Слатка мајка. Неки историчари верују да је била Нефертитина сестра и да ју је Хоремхеб оженио како би озваничио свој успон на престо. Египтолог Џефри Мартин примећује да за то нема чврстих доказа.
| G15 · t | M29 | t | Aa29 | B1 |

| G15 · t | M29 | t | Aa29 | B1 |

Матноџмет
Матноџмет је умрла у 13. години супругове владавине, у 40-им годинама живота. Њена мумија је пронађена у некориштеној гробници краља Хоремхеба у Мемфису, заједно с мумијом мртворођенчета, што сугерира како је умрла приликом порођаја. Уз њу је сахрањена и Хоремхебова прва супруга Амениа. Матноџметина мумија показује да је неколико пута рађала, али њен супруг у тренутку смрти није имао наследника.